# Naoko Fukazu
Naoko Fukazu (Okazaki; junio de 1938) fue una jugadora profesional de tenis de mesa japonesa, ganadora del Campeonato Mundial de Tenis de Mesa de 1965, celebrados en Liubliana.
Fukazu también ganó varias medallas de oro en los Mundiales, en las modalidades de por equipo y por parejas.